# Have a Nice Life
Gli Have a Nice Life sono un duo musicale statunitense originario del Connecticut, formatosi nel 2000 e composto da Dan Barrett e Tim Macuga. Il loro stile comprende influenze che percorrono vari ambiti dell'alternative rock, le più importanti sono: gothic rock, shoegaze, post rock, industrial rock.

## Carriera
Il loro album di esordio è il doppio album Deathconsciousness, uscito per l'etichetta del gruppo Enemies List, concept album sulla figura di Antiochus. Pubblicato nel 2008 dopo cinque anni di lavoro, è considerato da molti tra i dischi più innovativi usciti nella fine dello scorso decennio in ambito rock sperimentale.
Sempre nel 2008 è uscito l'album Nahvalr collage musicale composto da musica inviata dai fan. Nel 2009 viene pubblicato Voids, album contenente live ed inediti. Nel 2010 è stato pubblicato in rete Time of Land, EP contenente quattro inediti. Il 4 febbraio 2014 è uscito The Unnatural World, secondo album della band, coproduzione tra l'etichetta The Flenser e l'etichetta autogestita dal gruppo Enemies List
. Nel 2019 esce Sea of worry, terzo LP della band.

## Discografia

### Album studio
- 2008 - Deathconsciousness
- 2014 - The Unnatural World
- 2019 - Sea of Worry

### Compilation
- 2009 - Voids

### EP
- 2010 - Time of Land